# 直回
直回（ちょくかい、英: Straight gyrus, 独: Gyrus rectus）は、前頭葉にある脳回のひとつ。眼窩面と大脳半球の内壁にまたがって存在している。眼窩面では外側の境界が嗅溝で定められ、眼窩回と接する。内壁においては下縁から下吻溝（inferior rostral sulcus）までの間の領域を指し、細胞構築学的な区分においてはブロードマンの脳地図における11野が直回を含む。
直回がどのような機能と関わっているかについては、まだ不明である。

## 画像

直回の位置を様々な角度から見た動画。赤で示されている所が左大脳半球の直回。
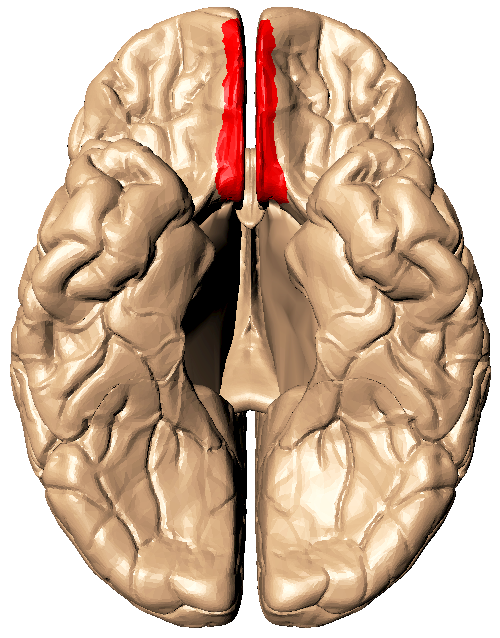
大脳を下から見た所。向かって上側が前。赤い所が直回。
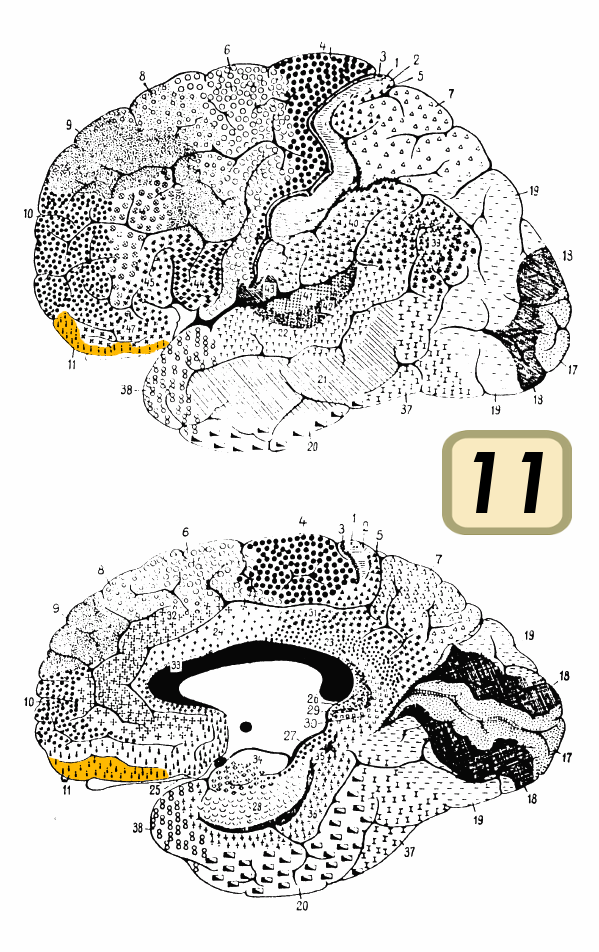
ブロードマンの脳地図における11野。上図が外側面、下図が内側面。
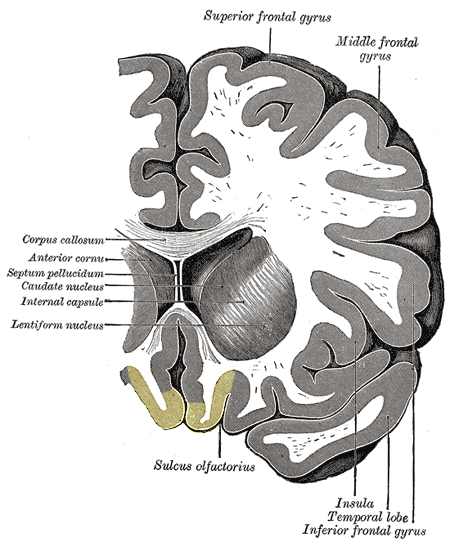
ヒト脳の冠状断面。画像下中央、黄色っぽく塗ってある所が直回。